# Kaduna United FC
Kaduna United FC is een Nigeriaanse voetbalclub uit de stad Kaduna. Ze komen uit in de Premier League, de hoogste divisie van het land. Ze wonnen hun eerste prijs in de clubgeschiedenis vrij recentelijk: de Beker van Nigeria in het jaargang 2010. Hiermee verkreeg het een ticket voor de CAF Confederation Cup en ze bereikten meteen de kwartfinales.

## Erelijst
Beker van Nigeria
Winnaar in 2010

## CAF competities
CAF Confederation Cup
Kwartfinale in 2011

## Bekende (ex-)spelers
- Efe Ambrose
- Aruwa Ameh
- Friday Iyam
- Charles Negedu
- James Obiorah
- Jude Aneke
- Moses Daddy-Ajala Simon
- Kenny Otigba

Abia Warriors · 
ABS FC · 
Akwa United · 
El Kanemi Warriors · 
Enugu Rangers · 
Enyimba · 
Gombe United · 
Ifeanyi Uba · 
Kano Pillars · 
Katsina United · 
Lobi Stars · 
MFM · 
Nasarawa United · 
Niger Tornadoes · 
Plateau United · 
Remo Stars · 
Rivers United · 
Shooting Stars · 
Sunshine Stars · 
Warri Wolves · 
Wikki Tourists